# Zostera caespitosa
Zostera caespitosa är en bandtångsväxtart som beskrevs av Shigeru Miki. Zostera caespitosa ingår i släktet bandtångssläktet, och familjen bandtångsväxter. IUCN kategoriserar arten globalt som sårbar. Inga underarter finns listade.